# Come Clarity EP
Come Clarity - EP – czwarty minialbum szwedzkiej grupy In Flames. Album ten został wydany w edycji limitowanej na płytach winylowych nakładem Black Lodge na licencji Nuclear Blast. Płyta zawiera tylko dwa utwory, "Come Clarity", utwór pochodzący z albumu Come Clarity oraz "Only for the Weak", zawarty wcześniej na płycie Clayman. Godna uwagi jest okładka na której przedstawiony został symbol grupy, the Jester Head. Jest to pierwszy krążek In Flames od czasów płyty Clayman na którym pojawia się Jester Head, znajduje się on na przedniej okładce, a nie tak jak wcześniej na broszurce wewnątrz opakowania płyty.

## Lista utworów
1. "Come Clarity"
2. "Only for the Weak"

## Twórcy
- Anders Fridén – wokal
- Jesper Strömblad – gitara
- Björn Gelotte – gitara
- Peter Iwers – gitara basowa
- Daniel Svensson – perkusja